# Asarum delavayi
Asarum delavayi är en piprankeväxtart som beskrevs av Adrien René Franchet. Asarum delavayi ingår i släktet hasselörter, och familjen piprankeväxter. Inga underarter finns listade i Catalogue of Life.